# Урочище Темирлик
Темирлик — урочище и природный экологический объект, каньон реки Темирлик в пределах полосы предгорных равнин горной реки Шарын, входящий в особо охраняемую природную территорию Шарынского национального парка, образованного в 2004 году. Охрана объекта возложена на администрацию Шарынского ГНПП .

## География
Находится на востоке Алматинской области, в 240 километрах от города Алма-Ата, на границе Уйгурского и Енбекшиказахского районов.
Описание
На территории данного объекта располагалось громадное озеро, оставив после себя[что?]. Предгорная равнина хребта Кетмень сложена из пород, представляющих из себя отложения красных глин, перемешанных с щебнем и остатками горных пород, которые обнажила река Темирлик, правый приток Шарына. («Темир» — железо (тюрк.).
Темирлик берёт начало в вершинах хребта Кетмень (от Кетпен — цепь высоких гор. (на востоке Алм.обл). др. название хребта — Узынкара, каз. «длинная гора»). Впадая прозрачной струёй в Шарын, Темирлик сразу же теряется в его мутноватом потоке. В этом месте река сравнительно широка, мелководна и спокойна. В долине реки Шарын, одного из самых крупных левых притоков реки Или, произрастают отдельные виды доисторическая флоры и фауны — согдийский ясень.
Нынешний облик ущелье обрело примерно около миллиона лет назад. Как и все каньоны, прорезанные водами рек, Темирликская «труба» появляется поперек дороги неожиданно, издали заметить её трудно. Средняя часть реки Темирлик представлена каньоном шириной до полутора километров и ущельем глубиной до 160 метров. Протяжённость урочища — 11 км. На склонах ущелья повсеместно расположены, навесы, узкие щели, коридоры, ниши. Они придают местности особенный облик. Живописный каньон с причудливыми столбами, извилистыми коридорами и щелями очень похож на своего «старшего брата», знаменитый Шарынский каньон, а зелёная полоса тугая в обрамлении красных пород невысоких скальных образований производит необыкновенное впечатление и создают картину красочного дикого уголка природы .
Учёный, натуралист, энтомолог и писатель П. И. Мариковский назвал урочище Темирлик Соловьиным каньоном, так как их пение — главная симфония этой местности. Он предполагал, что в урочище когда-то жили люди, нашедшие и обрабатывающие железную руду.

Не исключено, что именно в этих местах наши далёкие предки добывали и плавили железную руду. Отличное топливо для «доменных печей» — саксаул и ясень произрастают в этой местности в изобилии. Среди крупной гальки попадаются куски шлака. Над каньоном немало курганов, быть может, принадлежащих прославленным мастерам железоделательного ремесла.